# Manuela Sáenz
Pour les articles homonymes, voir Sáenz et Aizpuru (homonymie).
Manuela Sáenz Aizpuru (Quito, Équateur, 1797 - Paita, Pérou, 1856), dite aussi Manuelita Sáenz, ou encore, de façon familière, Manuelita tout court, était une patriote et révolutionnaire équatorienne, qui fut la compagne de Simón Bolívar. Après une longue éclipse, elle est aujourd’hui reconnue par l’historiographie contemporaine comme une des héroïnes de la lutte pour l’indépendance des anciennes colonies espagnoles. 
Ayant épousé en 1817 un riche médecin anglais, Manuela Sáenz entra de plain-pied dans la haute société de Lima. Elle vint ainsi à s’intéresser aux questions politiques et militaires, et s’engagea activement en faveur des aspirations révolutionnaires et indépendantistes. Après qu’elle eut quitté son mari en 1822, elle commença bientôt, pour une période de huit années, une collaboration et une liaison amoureuse avec Bolívar, qui ne s’achèveront qu’avec la mort de celui-ci en 1830. Pour avoir déjoué en 1828 une tentative d’assassinat entreprise contre lui et avoir favorisé sa fuite, elle reçut de Bolívar le surnom de Libertadora del Libertador (« Libératrice du Libérateur »), qui lui est resté. Critiquée par la suite, ignorée et exilée par ses contemporains, et continuant d’être dénigrée même des décennies après sa mort, ce n’est qu’à partir du milieu du XXe siècle que Manuela Saenz sera enfin revendiquée comme héroïne et figure majeure de la geste des indépendances sud-américaines, et passe aussi pour une des grandes figures du féminisme en Amérique latine. Plus d’un siècle et demi après sa disparition, sa personnalité ne cesse cependant de susciter haine ou amour et de donner lieu à débats et controverses.

## Biographie

### Ascendances et années de formation

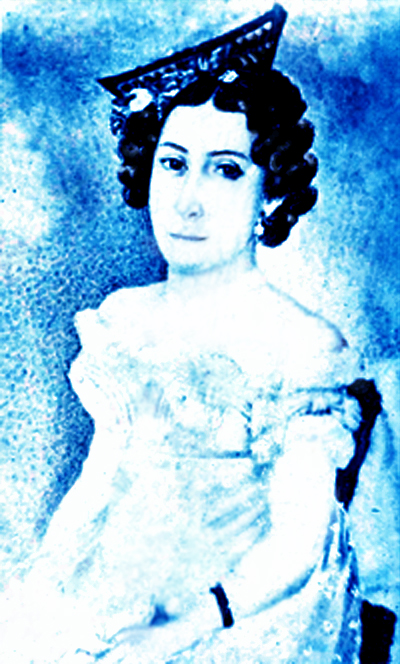
Portrait de Manuelita Sáenz, par José María Espinosa Prieto. Aquarelle sur ivoire (vers 1828).

Fille illégitime de l’hidalgo espagnol Simón Sáenz Vergara et de la criolla María Joaquina de Aizpuru, elle naquit à Quito probablement le 27 décembre 1797, certaines sources cependant donnant la date de 1795. Sa mère, qui avait été envoyée au domaine agricole Cataguango, propriété des Aizpuru, pour y accoucher, mourut, selon certaines versions, le jour même que Manuela vint au monde, selon d’autres, deux ans plus tard. Manuelita fut par conséquent confiée au couvent des Monjas Conceptas (Monastère royal de la Pure et Immaculée Conception), dans lequel elle passa les premières années de sa vie sous la tutelle de sa supérieure, sœur Bonaventure.
Son père, en raison des talents et dons particuliers de sa fille, l’emmena souvent en visite à la maison qu’il partageait avec celle qu’il avait épousée en secondes noces, Juana del Campo y Larraondo, dame illustre, originaire de Popayán, qui toujours prodiguait à la fillette des soins affectueux et lui enseigna les bonnes manières tout en stimulant son intérêt pour la lecture. Dans cette maison aussi s’établit un profond lien d’affection entre Manuela et son frère consanguin, José María Sáenz. Dès ses premières années, lorsqu’elle quittait l’internat pour passer quelques jours à Cataguango, elle fit la connaissance des fillettes noires Natán et Jonatás, avec lesquelles elle se lia d’amitié et qui devinrent ses inséparables compagnes.
Après avoir terminé sa formation chez les moniales conceptas, elle fut admise au monastère dominicain de Sainte-Catherine-de-Sienne à Quito, pour parachever ainsi l’éducation qu’il était d’usage à cette époque d’offrir aux demoiselles des familles les plus en vue de la ville. Elle y apprit à manier l’aiguille, à préparer des gâteaux et à converser en anglais et en français, aptitudes qui lui serviront ultérieurement à subvenir à ses besoins lors de ses années d’exil à Paita, dans le nord-ouest du Pérou.
À 17 ans, elle s’enfuit du couvent, épisode sur lequel l’on a fort peu de détails et sur lequel, du reste, elle ne parlait pas ; on a supposé qu’elle avait été séduite puis abandonnée par Fausto D’Elhuyar, officier de l’armée royale, cousin de Juan José de Elhúyar et fils de Fausto de Elhúyar, les deux découvreurs du tungstène.

### Mariage et conspirations indépendantistes
En décembre 1816, Manuela, alors âgée de 19 ans, fit la connaissance à Quito de James Thorne, médecin anglais fortuné, son aîné de 26 ans ; son père, Simón Sáenz, comme c’était la coutume à l’époque et pour raison de convenance, arrangea le mariage de sa fille et en fixa la date au mois de juillet 1817. Les noces se célébrèrent à Lima, alors capitale de la Vice-royauté du Pérou, ville qui ne faisait pas autrement cas des conditions « illégitimes » de sa naissance ; les milieux aristocratiques en effet admirent Manuelita en leur sein, comme ils l’avaient déjà fait avec Rosa Campuzano (es), militante indépendantiste originaire de Guayaquil, avec laquelle Manuela se lia d’amitié. 
Manuela Sáenz désormais se voua entièrement aux activités politiques, dans une atmosphère de manifeste mécontentement face aux autorités espagnoles. Les femmes exerçaient une grande influence dans les cercles de la vice-royauté : s’appliquant à obtenir des places pour leurs pères, époux et fils, elles étaient très au fait des événements dans la vice-royauté, ce qui contribue à expliquer sans doute la participation résolue de femmes dans les mouvements révolutionnaires de la région, et l’appui qu’elles apportèrent à la cause de Bolívar dans sa libération de la Nouvelle-Grenade et à celle de San Martín dans ses efforts de soustraire le Pérou à la tutelle espagnole. Manuela eut une part importante, par son intervention énergique, dans la décision prise en septembre 1820 par le bataillon Numancia, dont faisait partie son frère José María, de s’en aller rejoindre les colonnes patriotes.
Pour son activité indépendantiste, San Martín, après qu’il se fut emparé de Lima avec ses miliciens et qu’il eut proclamé l’indépendance du Pérou le 28 juillet 1821, décerna à Manuela Sáenz le titre de chevalière de l’ordre du Soleil du Pérou.
En 1821, à la suite de la mort de sa tante maternelle, Manuela résolut de retourner en Équateur pour réclamer sa part de l’héritage de son grand-père maternel, et à cet effet rejoignit son demi-frère, qui était à ce moment officier du bataillon Numancia ; ce corps d’élite en effet, désormais intégré dans l’armée de libération sous le nom de bataillon des Voltigeurs de la Garde et placé sous les ordres du général Antonio José de Sucre, avait reçu l’ordre de se diriger vers Quito.

### Rencontre avec Bolívar
Manuela Sáenz vit Simón Bolívar pour la première fois lorsqu’il fit son entrée triomphale dans Quito le 16 juin 1822. Dans son carnet de Quito, elle devait relater les circonstances de cette première rencontre de la manière suivante :

« Lorsqu’il s’approcha de notre balcon, je me saisis de la couronne de roses et de rameaux de laurier, et la lançai pour qu’elle tombât par-devant le cheval de Son Excellence ; mais en réalité, ce fut de telle sorte qu’elle vînt heurter la casaque, avec toute la force de la chute, en pleine poitrine de Son Excellence. J’en rougis de honte, car le Libertador leva les yeux et m’aperçut les bras encore tout tendus par le geste que je venais de faire ; mais Son Excellence eut un sourire et m’adressa un salut avec le chapeau bleu sombre qu’il tenait à la main. »

— Manuela Sáenz
Dans une rencontre qui eut lieu peu après, lors du bal de bienvenue donné en l’honneur du Libertador, celui-ci lui lança : « Madame, si mes soldats avaient votre adresse au tir, nous eussions déjà gagné la guerre contre l’Espagne ». Manuela et Simón Bolívar commencèrent alors une liaison et furent pendant huit ans amants et compagnons de lutte, jusqu’à la mort de Bolivar en 1830.

### Les années turbulentes

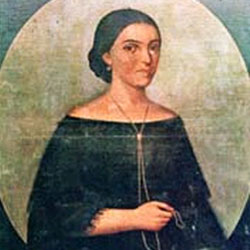
Autre portrait de Manuelita Sáenz.

En 1823, Manuelita accompagna Bolívar au Pérou et se trouva à ses côtés durant une bonne partie de ses campagnes militaires, participant à celles-ci de façon active. L’épopée de la guerre de libération atteignit son paroxysme au moment où ils s’établirent à Santa Fe de Bogota. Pendant leur séjour dans cette ville, Bolívar fut l’objet, le 25 septembre 1828, d’une tentative d’assassinat, que la vaillante intervention de Manuela cependant déjoua. Les ennemis de Bolívar s’étaient entendus pour lui donner la mort cette nuit-là de septembre ; au moment où ils tentèrent de pénétrer dans le palais Saint-Charles (en esp. Palacio de San Carlos, aujourd’hui siège de la Chancellerie de Colombie, vis-à-vis de l’actuel Teatro Colón de Colombia), Manuela se rendit compte de l’imminent attentat, et fit barrage aux rebelles, afin que Bolívar eût le temps de s’échapper par la fenêtre. À la façade de cette maison a été apposée une plaque commémorative ainsi conçue :
Pour cette action, Bolívar lui donna le surnom de Libératrice du Libérateur.
James Thorne pria Manuela à plusieurs reprises de revenir à ses côtés. La réplique de Manuela fut cinglante : compagne de Bolívar elle restera, dit-elle, indiquant vouloir mettre fin à son mariage avec lui. Interrogée plus tard à propos de la rupture avec son mari, Manuelita déclara qu’elle ne pouvait aimer un homme qui riait sans rire, qui respirait mais ne vivait pas, et qui lui inspirait les répulsions les plus vives. Un tel comportement, réputé indécent pour une femme à cette époque, a valeur de précédent dans un contexte historique et social où la femme se trouvait totalement annulée. Par cette attitude et ce franc-parler, mais aussi par son élégance combinée à son audace, par sa fréquentation des classiques grecs et latins, par le grade de colonel qu’elle portait dans l’armée d’indépendance, elle fait figure aujourd’hui de pionnière dans la lutte d’émancipation de la femme.

### Exil et mort
Bolívar, après que sa démission de la présidence eut été acceptée, quitta la capitale le 8 mai 1830 et mourut en décembre dans la ville de Santa Marta des suites de la tuberculose, plongeant Manuela dans le désespoir. Elle devait déclarer plus tard : « J’ai adoré Bolívar vivant, mort je le vénère ».
En 1834, le gouvernement de Francisco de Paula Santander ayant décrété son bannissement de Colombie, Manuela s’en fut s’établir sur l’île de la Jamaïque. Elle revint en Équateur en 1835, mais ne put atteindre Quito : comme elle se trouvait à Guaranda, elle vit son passeport révoqué par le président Vicente Rocafuerte. Elle se résigna à s’installer dans le village de Paita, dans le nord-ouest du Pérou. Elle y reçut la visite de plusieurs personnages illustres, tels que le patriote italien Giuseppe Garibaldi, l’écrivain péruvien Ricardo Palma, qui s’inspira des récits de Manuela pour composer ses Tradiciones peruanas, ou le vénézuélien Simón Rodríguez. Garibaldi écrira :

« Je l’ai quittée très ému ; nous nous sommes séparés les larmes aux yeux, pressentant que cet adieu était le dernier sur cette terre. Doña Manuela Sáenz était la dame la plus charmante et la plus noble que j’eusse vue. »

Au cours des 25 dernières années de sa vie, pour subvenir à ses besoins, elle traduisit et écrivit des lettres à destination des États-Unis de la part de baleiniers qui venaient à passer dans les parages, en plus de se livrer au commerce du tabac et de faire sur commande des travaux de broderie et des pâtisseries.
En 1847, après le décès de son époux, mort assassiné, elle ne fut en mesure de récupérer aucun bien, pas même les 8 000 pesos de la dot remise par son propre père au moment de son mariage.
Manuelita s’éteignit le 23 novembre 1856, à l’âge de 59 ans, dans une épidémie de diphtérie qui sévissait dans la région. Son corps fut inhumé dans une fosse commune du cimetière local et, pour prévenir la propagation de la maladie, toutes ses possessions furent incinérées, y compris une part importante des lettres d’amour de Bolivar et les documents relatifs à la Grande Colombie qu’elle avait gardés chez elle et n’avait pas auparavant remis à O’Leary pour que celui-ci pût rédiger sa volumineuse biographie de Bolívar.

## Signification historique
Manuela Sáenz est sans contredit une des personnalités les plus intéressantes et les plus énigmatiques des guerres d’indépendance d’Amérique du Sud. Selon ses détracteurs pourtant, ses mérites – que ce soit en tant que combattante indépendantiste des pays sud-américains ou en tant que militante des droits de la femme – n’existeraient que par la grâce de Simón Bolívar.
En son temps, elle fut sévèrement réprouvée par la plupart de ses contemporains en raison de son franc-parler et de son attitude considérée à l’époque comme provocante, mais aussi en raison de l’influence politique qu’elle sut exercer, et qui lui valut la proscription. Plusieurs décennies encore après sa disparition, des intellectuels et historiens influents n’eurent garde d’évoquer sa vie et son action dans leurs ouvrages consacrés à la guerre de libération, tandis que d’autres tendaient à limiter son rôle à une fonction décorative et romantique, voire à la dénigrer, en tissant autour de sa figure une sorte de légende sexuelle, image qui, jusqu’à nos jours encore, continue de s’attacher à son personnage.
Ce n’est qu’au milieu du XXe siècle que, grâce au révisionnisme historique, des biographies et des essais sont apparus dans lesquels est mis en lumière son rôle dirigeant dans la geste de libération de cette région, composée aujourd’hui de l’Équateur, de la Colombie et du Pérou. Ces dernières années, Manueal Sáenz a même été érigée en une icône du féminisme latino-américain, et, si elle continue d’avoir encore ses détracteurs, sa vie a été glorifiée par des écrivains et historiens de renom, tels qu’Alfonso Rumazo González (es), Germán Arciniegas, Alberto Miramón, ou encore Pablo Neruda, qui fut coauteur d’un ouvrage intitulé En defensa de Manuela Sáenz : La libertadora del Libertador et composa à sa mémoire une élégie intitulée La insepulta de Paita : elegía dedicada a la memoria de Manuela Saénz amante de Simón Bolívar (1962),.

## Hommages
En Équateur

Dans le quartier San Marcos, dans le centre historique de Quito, a été créé en 1994 un musée consacré à sa mémoire.
Également dans la capitale équatorienne se trouve un petit buste la représentant dans le parc de La Alameda ; une rue porte son nom, de même que l’une des huit administrations zonales ; en outre, en 2010, toujours dans la capitale Quito, un autre buste de Manuela fut dévoilé dans le Salon d’Armes du Temple de la Patrie lors de la cérémonie commémorative à l’occasion des 188 ans de la bataille de Pichincha.
Manuela Sáenz en effet, à son retour du Pérou, combattit dans la bataille de Pichincha et se vit conférer le grade de lieutenant de hussards de l’armée de Libération. Par la suite, elle combattit dans la bataille d'Ayacucho sous le commandement du maréchal Antonio José de Sucre, qui suggéra à Bolívar, et obtint de lui, qu’elle fût élevée au rang de colonel. Le 22 mai 2007, dans le cadre de la commémoration de la bataille de Pichincha, le président équatorien Rafael Correa octroya à Manuela Sáenz, à titre posthume, le grade de général d’honneur de la république d’Équateur.
En Argentine

En mai 2010, lors d’une visite officielle, le président équatorien Rafael Correa dévoila à Buenos Aires un buste de bronze offert par son gouvernement, disposé sur la placette au croisement des rues Manuela Sáenz et Juana Manso, à l’extrême nord du parc Mujeres Argentinas, dans le secteur de Puerto Madero.
Au Venezuela

Le 5 juillet 2010, dans le cadre de la commémoration du 199e anniversaire de la signature de la déclaration d’indépendance du Venezuela (5 juillet 1811), fut acheminé au Panthéon National du Venezuela un coffre renfermant de la terre en provenance de la localité péruvienne de Paita, où avait été enterrée Manuela Sáenz. Ces restes symboliques furent transférés par voie de terre, traversant le Pérou, l’Équateur, la Colombie et le Venezuela, pour enfin arriver à Caracas et y être déposé dans un sarcophage conçu à cet effet et placé à côté du maître-autel, dans lequel gisaient déjà les restes de Simón Bolívar. En outre, Sáenz se vit conférer à titre posthume le grade de général de division de l’armée nationale bolivarienne pour sa participation à la guerre d’indépendance, lors d’une cérémonie à laquelle assistèrent les présidents de l’Équateur et du Venezuela.

## Manuela Sáenz dans les arts
Manuelita est un des protagonistes les plus souvent mis en scène de l’épopée de l’indépendance. Depuis la fin du XXe siècle, plusieurs ouvrages lui ont été consacrés, et sa vie a été portée au cinéma en 2001 et a inspiré plusieurs séries et feuilletons télévisés, ainsi que des pièces de théâtre.

### Livres
- (es) Carlos Hugo Molina Saucedo, Manuela, mi amable loca, Santa Cruz de la Sierra (Bolivie), Grupo Editorial La Hoguera, coll. « Puraletra. Literatura Juvenil », 2010 (rééd.), 143 p. (ISBN 978-99954-34-84-7).
- (es) Luis Peraza, Manuela Sáenz, théâtre, Caracas, 1960.
- (es) Pablo Neruda, La insepulta de Paita: elegía dedicada a la memoria de Manuela Sáenz, amante de Simón Bolívar, Buenos Aires, Editorial Losada, 1962, 60 p. (avec gravures sur bois de Luis Seoane).
- (es) Denzil Romero, La esposa del Dr. Thorne, Barcelona, Tusquets, 1987, 216 p. (ISBN 978-8472233607) (roman érotique, prix de la X Convocatoria La Sonrisa Vertical)[12].
- (es) Gabriel García Márquez, El general en su laberinto, Mondadori, coll. « Narrativa », 1989, 288 p. (ISBN 978-8447333868) (roman sur les derniers jours de Bolívar, dont Manuela Sáenz est un des personnages principaux).
- (es) José Manuel Freydel, Las tardes de Manuela, théâtre, Medellín, 1989
- (es) Luis Zúñiga, Manuela, Quito, Abrapalabra Editores, 1991, 169 p. (roman).
- (en) Gregory Kauffman, Manuela, Seattle, RLN & Company, 1999, 545 p. (ISBN 978-0970425003) (roman).
- (es) Tania Roura, Manuela Sáenz. Una historia maldicha, Quito, La Iguana Bohemia, coll. « Historia de mujeres », 2004, 297 p. (ISBN 978-9978437872) (roman).
- (en) Jaime Manrique, Our Lives Are the Rivers, Club Rayo, 2007, 372 p. (ISBN 978-0060820701) (roman).
- (es) Aleyda Quevedo Rojas, Dos encendidos, Manuela y Bolívar, Quito, Secretaría de Cultura del Distrito Metropolitano de Quito, 2010.
- (es) Marie-Claire De Andreis, Manuela Sáenz: hasta el ocaso, Barcelone, Ediciones Martínez Roca / Grupo Planeta, coll. « Novela histórica », 1997, 317 p. (ISBN 978-9586145923).

### Cinéma
- Manuela Sáenz, film du vénézuélien Diego Rísquez, avec Beatriz Valdés dans le rôle de Manuelita et Mariano Álvarez interprétant Bolívar (97 minutes).
- Bolivar, una lucha admirable, film colombien par Caracol Television, avec Shany Nadan

### Télévision
- Manuelita Sáenz, téléfilm colombien diffusé en 1978.
- Bolívar, série télévisée colombienne, évoquant également la figure de Manuelita Sáenz.

### Opéra
- Manuela y Simón, opéra de l’équatorien Diego Luzuriaga, dont la première eut lieu en 2006 à Quito.
- La Libertadora del Libertador, opéra de Bernardo Sánchez, représenté pour la première fois à Cali (Colombia) en 2008.